# A Bestiary Of
| Recensione | Giudizio |
| ---------- | -------- |
| AllMusic   | [ 1 ]    |

A Bestiary Of è una compilation del duo inglese voce-batteria The Creatures, pubblicata il 27 ottobre 1997.

## Il disco
Riunisce l'EP Wild Things, prima uscita discografica della band e ormai fuori catalogo, e il primo album Feast, nonché la B-side di Miss the Girl e il singolo Right Now con il retro Weathercade.

## Tracce
Testi di Sioux, musiche dei Creatures, tranne *
1. Mad Eyed Screamer - 1:52 (Wild Things EP)
2. So Unreal - 2:15 (Wild Things EP)
3. But Not Them - 3:20 (Wild Things EP)
4. Wild Thing - 3:10 (Wild Things EP)
5. Thumb - 3:59 (Feast)
6. Morning Dawning - 4:03 (Feast)
7. Inoa'Ole - 3:50 (Feast)
8. Ice House - 2:47 (Feast)
9. Dancing on Glass - 2:16 (Feast)
10. Gecko - 3:50 (Feast)
11. Sky Train - 3:15 (Feast)
12. Festival of Colours - 3:34 (Feast)
13. Miss the Girl - 2:36 (Feast)
14. A Strutting Rooster - 5:05 (Feast)
15. Flesh - 4:26 (Feast)
16. Hot Springs in the Snow - 3:51 (lato B di Miss the Girl)
17. Weathercade - 2:48 (lato B di Right Now)
18. Right Now* - 2:14 (singolo)

## Formazione
- Siouxsie Sioux: voce
- Budgie: tutti gli strumenti